# Dominic Athaide
Dominic Romuald Basil Athaide OFMCap (* 7. Februar 1909 in Bandra nahe Bombay, Britisch-Indien; † 26. Juni 1982) war ein indischer Ordensgeistlicher und römisch-katholischer Erzbischof von Agra.

## Leben
Romuald Basil Athaide trat der Ordensgemeinschaft der Kapuziner bei und empfing am 26. März 1932 das Sakrament der Priesterweihe.
Am 29. Februar 1956 ernannte Papst Pius XII. ihn zum Erzbischof von Agra. Der Bischofsweihe spendete ihm am 20. Mai desselben Jahres in Aden der Erzbischof von Bombay, Valerian Kardinal Gracias; Mitkonsekratoren waren der Apostolische Vikar von Arabien, Irzio Luigi Magliacani OFMCap, und der Apostolische Vikar von Harar, Urbain-Marie Person OFMCap. Athaide wählte den Wahlspruch God’s grace pour over us („Gottes Gnade ergießt sich über uns“).
Zwischen 1962 und 1965 nahm Dominic Athaide als Konzilsvater an allen vier Sitzungsperioden des Zweiten Vatikanischen Konzils teil. Das Amt des Erzbischofs von Agra bekleidete er bis zu seinem Tod am 26. Juni 1982.